# شهادة السلامة من الحرائق
```
تمتلك 
شهادة السلامة للحرائق
 اسم أخر وهو 
''
 
الشهادة المطابقة
 لمتطلبات السلامة من الحرائق " 

بحيثُ تندرج أهمية هذه الشهادة في إثبات قواعد السلامة المعتمدة كما ظهرت في روسيا شهادة مطابقة لمتطلبات السلامة من الحرائم يتم إستعمالها في حالة إختبارات الإنتاج الخاصة ومن بعدها يتم تزويد من يطلبها ببروتوكول اختبار للفحوصات التي يتعمد عليها في إصدار الشهادة حيث ان لأنواع الإنتاج طرائق محددة لإختبارات ومتطلبات الشهادة والتي تكون موضحة في 
مرجع تقنية
 الحريق وذلك لبعض أنواع البضائع.
```

## ما أنواع البضائع التي تحتاج للشهادة؟
تتضمن المادة 143 من نص القانون الفيدرالي 123 في الاتحاد الروسي – على أن جميع أنواع السلع تكون بحاجة إلى «شهادة إلزامية لمطابقة السلامة والوقاية من الحرائق» وفي بعض الأوقات بالرغم من هذا! إن باستطاعة العميل وضع القرار اختياريا في تطبيق استخدام الشهادة أولا ويذكر كذلك أن عملية الحصول على هذه الشهادة وخطوات تطبيقها لا تختلف عن عملية وخطوات استلام الشهادة الإلزامية.

### المستندات
عند استلام شهادة السلامة من الحرائق يجب ان تكون هيئة التصديق «إلزامية» وتعطى مجموعة من الوثائق التي تختلف في اختلاف أنواع البضائع حيث يتم تصديق شهادة السلامة وفقا «لمعايير القواعد الفنية» والتي هي لكل نوع من الإنتاج، وايضا بالرغم من ذلك! يجب تزويدها ببعض المستندات والوثائق ومن هذه المستندات:
1.الشروط الفنية للإنتاج.
2.المستندات الفنية الأخرى للبضائع أو بمعنى اخر مثل: جواز السفر، الرسوم، وصف الأجهزة أو الإنشائات.
3.وثائق النظام الأساسي.

## المزيد من التفاصيل
بعد اتمام عملية تقديم جميع الوثائق والمستندات اللازمة، على الشخص الذي عمله يقوم على تقييم سلامة الإنتاج في اختيار عينات للاختبارات بحيث انه بعد عملية التقييم، يتم إدخال النتائج التي ظهرت في عملية التقييم، ويتم أيضا إدخال نتائج الاختبارات التي تم إجراؤها في البروتوكول الذي هو بالأصل الاساس في عملية اتخاذ القرار في إصدار الشهادة أو لا. وأخيرا بناء على القرار الذي تم إصداره، يحصل المتقدم على الشهادة أو لا.
تعداد لقائمة الوثائق المطلوبة لإعداد شهادة السلامة من الحرائق:
.رقم تعريف دافعي الضرائب
.OGRN
.رمز الإحصائيات
.الصفحات الثلاث الأولى والصفحة الأخيرة من النظام الأساسي للمؤسسة
.مستند الملكية أو عقد الإقراض
.الشروط الفنية (فقط في حالة عدم تصنيع الإنتاج وفق GOST)
.المتطلبات
.التطبيق